# Guia de televisió social
Una Guia de televisió social (Social TV Guide) és un servei sorgit a través de la Televisió social el qual incorpora a una de les prestacions de la televisió digital, EPG (guia electrònica de programes), el complement de la interacció social.
Una guia electrònica de programes social obre moltes possibilitats a la personalització del contingut a consumir, perquè es basa tant en la programació que hi ha a la televisió tradicional com en els gustos individuals i preferències dels seus contactes.

## Precedents
Com que la Televisió social és un fet, es necessitava algun sistema que organitzàs, recomanàs i emmagatzemàs les preferències dels usuaris per oferir un servei personalitzat dels continguts audiovisuals, maximitzant la compatibilitat entre el que es veu normalment i el que és possible que et també li agradi al consumidor i que a més, amb la gran quantitat d'informació personal que contenen les xarxes socials, es podia aconseguir aquest objectiu amb molta més exactitud.
Una guia de televisió social es troba molt lligada al concepte de Segones pantalles, ja que és en aquests dispositius (majoritàriament) on la informació es mostrarà a l'usuari.

## Funcionament
- L'usuari es donarà d'alta en algun servei de guia de televisió social.

SocialGuide Arxivat 2011-12-10 a Wayback Machine.,
YapTV,
Zeebox FacebookTvGuide Arxivat 2011-12-22 a Wayback Machine.,
Tioti, etc.
- Connectarà el dispositiu de visualització (smartphone, tablet) del televisor, STB.
- Obtindrà una llista dels programes que s'emeten en aquest moment, a més d'informació addicional sobre els mateixos: hora d'inici i final d'emissió, informació del contingut, comentaris, etc.
- La informació obtinguda i el maneig de la mateixa és el que diferencien a uns serveis de guia de televisió social d'altres. Informació més específica sobre els teus contactes, saber que estan veient en directe, poder comentar sobre el que es mira, establir una conversa amb els teus contactes. Són uns quants dels elements diferenciadors, que poden aplicar algunes empreses.[1][2]
- Per completar la combinació de tecnologies, l'aplicació que dona aquest servei pot connectar a l'usuari a les xarxes socials i ampliar els seus criteris tant de recomanació com d'interacció entre usuaris.

## Futur
Es pot observar una clara tendència a la integració de serveis. A més d'obtenir més informació sobre el contingut, cada vegada més s'observa que les empreses ofereixen un suport per poder utilitzar el dispositiu de segona pantalla com un comandament a distància.
La incorporació de noves tecnologies, l'auge de la Televisió social, l'augment de Segones Pantalles a la llar, el creixement del nombre d'empreses que ofereixen aquest servei, i la inversió que es produeix en elles, fan de la guia de televisió social un negoci més que rendible.